# Gwanumpu
Gwanumpu ist ein Bezirk (Ward) des Distriktes Kakonko in der tansanischen Region Kigoma.

## Geografie
Gwanumpu liegt im Nordwesten von Tansania nur rund 7 Kilometer von der Grenze zu Burundi entfernt. Der Bezirk hat eine Größe von 219,7 Quadratkilometern und 14.956 Einwohner (Volkszählung 2022).

## Gliederung
Der Bezirk besteht aus 6 Gemeinden (Mtaa) mit 54 Orten (Kitongoji):
| Kakonko - Kanyaga - Migombani - Kumuyumpu - Kukimanga - Kanyomvi - Musufini | Mbizi - Kizinda A - Kizinda B - Kizinda C - Mbizi Juu - Mbizi Chini - Mbizi Kati - Kumkela - Chalabuyo - Kulimgunga - Majimaji | Itumbuko - Ibuga A - Ibuga B - Ibuga C - Kanyaga A - Kanyaga B - Kanyaga C - Kanyaga D - Itumbiko A - Itumbiko B - Itumbiko C | Muganza - Gezaulole - Nyakavyiru - Muhwazi - Rufiki - Cheraburo - Mlimani - Mkuyuni - Mwembeni - Kanyaga - Kumtukura | Kanyonza - Cheraburo A - Cheraburo B - Cheraburo C - Cheraburo D - Nyamalebe A - Nyamalebe B - Nyamalebe C - Kumwiyando A - Kumwiyando B - Kumwiyando C | Kabingo - Mtakuja A - Mtakuja B - Songambele - Mbugani - Kanyara - Museleleko - Ilela - Kazamwendo |

## Infrastruktur
- Gesundheit: In Gwanumpu wurde 2014 ein Gesundheitszentrum mit Mütter- und Neugeborenenpflege, Malariabehandlung und einer chirurgischen Abteilung eröffnet.[6]
- Bildung: Neben einer Grundschule[7] befindet sich in Gwanumpu auch eine weiterführende Schule.[8]